# Sancus (mythologie)

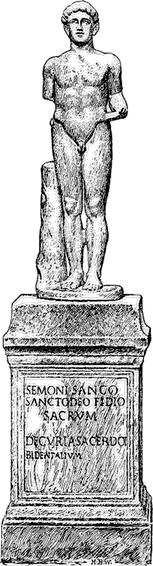

Sancus (van het Latijn sancire, dat heiligen betekent) is een godheid uit de Romeinse mythologie. Hij was de god van de trouw en eerlijkheid. Zijn cultus is een van de oudste van het Romeinse Rijk, en werd waarschijnlijk overgenomen van de Etrusken of Osken.
Vooral commerciële contracten werden geacht door Sancus beschermd te worden tegen oneerlijkheden, en hij werd ook aangeroepen op het moment dat een contract of verdrag ondertekend werd. Sancus' tempel (de Semo Sancus Dius Fidus) bevond zich op het Quirinaal in Rome.

## Gerelateerde onderwerpen
- Fides (godheid)
- Romeinse mythologie van A tot Z